# 星ヶ塔黒曜石原産地遺跡
星ヶ塔黒曜石原産地遺跡（ほしがとうこくようせきげんさんちいせき）は、長野県諏訪郡下諏訪町に所在する縄文時代の黒曜石採掘遺跡。35,000平方メートルの範囲に193の黒曜石採掘跡が確認されている。2015年、国史跡に指定。

## 概要
下諏訪町北東部の東俣国有林内、霧ヶ峰の北西斜面（標高1500メートル）に位置する。この遺跡は1920年に発見され、1959年から1961年、そして1997年にも発掘調査が行われた。1920年、鳥居龍蔵の調査により黒曜石原産地遺跡であることが明らかになる。次いで1959年から1961年にかけて藤森栄一による調査により、縄文時代の採掘跡であることが明らかになった。1997年から2013年にかけて下諏訪町教育委員会により発掘調査等が実施されたが、その結果35,000平方メートルの範囲に193の黒曜石採掘跡が分布していることが明らかになった。
発掘調査の結果、縄文時代前期（約5700年前）から縄文時代晩期（3000年前）にかけて、この場所から黒曜石が採掘されたことが判明した。また、理化学的分析の結果、この地の黒曜石は東北地方から東海地方にかけての極めて広い範囲の集落に供給されていたことが判明し、遠隔地との交易が行われていたことも明らかになった。縄文人たちが採掘坑の周囲に掘り捨てた土砂が積み重なってできたクレーター状の地形が残るが、その土砂の厚みは優に5メートルを超える。地下からは3500年前に構築された土砂崩れを防ぐための木柵がそのままの形で発見されている。
この遺跡の敷地内に公共施設はない。下諏訪町教育委員会により一般の立ち入りは制限されている。

### 名の由来
この遺跡を発見した鳥居龍蔵によると、星ヶ塔はもともとホシノトウゲと呼ばれていた。この遺跡の東側は山道の峠になっているが、この峠がホシノトウゲと呼ばれていた。後にホシノトウ、そしてホシガトウと呼ばれるようになり、その後星ヶ塔という漢字が当てられた。